# 吳城文化
吳城文化是指在今江西贛江中下游地區發現的一種商代時期的文化遺址，因為首先發現於樟樹市的吳城而得名。樟樹吳城遺址亦是已經發現的商代遺址中規模最大、內涵最豐富的一處。
初步統計江西各地已發現的屬於吳城文化的遺址有100多處，其中有3項具有里程碑意義的大發現，分別是樟樹吳城遺址、瑞昌铜岭铜矿遗址和新干大洋洲商代遗址。

## 吳城遺址
吴城遗址是江南首次发现的大规模人类居住的商代遗址，位于樟树市山前乡吴城村， 是1973年秋兴建吴城水库时发现的。遗址面积2000余平方米，文化堆积厚2至3米不等，划为七层，分三期文化。共清理房基2座， 窑址12座，灰坑55个，基葬16座。出土较完整的石器、陶器、青铜器、 玉器、牙雕等900余件，特别是陶文、原始瓷、铸铜工具的出土，是江西考古的重大发现。出土文物所反映的文化内涵，既受中原文化的强烈影响，又具有鲜明的地方特色。该遗址的发现否定了“商文化不过长江”的论断。

## 外部連結
- 樟樹吳城商文化遺址